# 대한민국의 수의과대학
대한민국의 수의과대학(大韓民國─ 獸醫科大學)은 수의사를 양성하기 위한 과정으로써, 6년제 학부 체제로 이루어져 있다.

## 대한민국의 수의과대학 목록
대한민국의 수의과대학은 총 10개이며, 건국대학교만 유일하게 사립이다. 서울시립대학교에도 수의학과가 설치되어 있었지만 1973년에 서울대학교로 전국의 수의학과가 통합되는 과정에서 서울시립대학교의 수의학과는 복과되지 않고 폐과되었고 1976년부터 기존의 7개 수의학과가 복과되고 이후 추가로 3개의 수의학과가 신설되었다.
| 권역             | 소재지                | 대학교     | 설립 유형 | 설립 년도 | 비고 |
| ---------------- | --------------------- | ---------- | --------- | --------- | ---- |
| 수도권           | 서울특별시 광진구     | 건국대학교 | 사립      | 1968년    |      |
| 수도권           | 서울특별시 관악구     | 서울대학교 | 국립      | 1937년    |      |
| 강원권           | 강원특별자치도 춘천시 | 강원대학교 | 국립      | 1988년    |      |
| 부산·울산·경남권 | 경상남도 진주시       | 경상대학교 | 국립      | 1955년    |      |
| 대구·경북권      | 대구광역시            | 경북대학교 | 국립      | 1954년    |      |
| 대전·세종·충남권 | 대전광역시            | 충남대학교 | 국립      | 1982년    |      |
| 충북권           | 충청북도 청주시       | 충북대학교 | 국립      | 1989년    |      |
| 전북권           | 전북특별자치도 전주시 | 전북대학교 | 국립      | 1951년    |      |
| 광주·전남권      | 광주광역시            | 전남대학교 | 국립      | 1952년    |      |
| 제주권           | 제주특별자치도 제주시 | 제주대학교 | 국립      | 1955년    |      |